# Список спортсменов года в Чехословакии

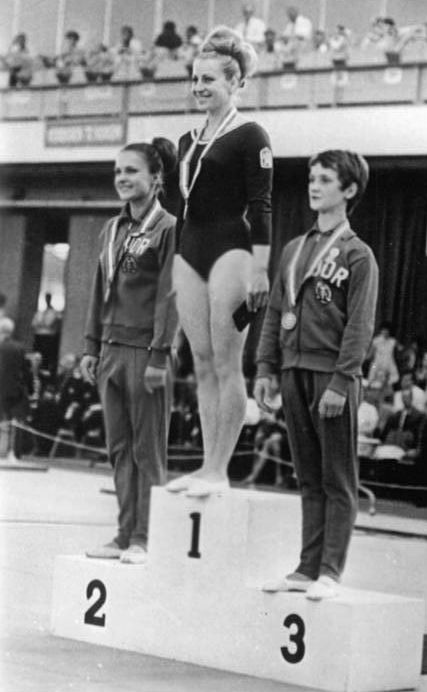
Вера Чаславска, спортивная гимнастка, на вершине пьедестала на чемпионате Европы 1967 года.

Спортсмен года в Чехословакии (чеш. Sportovec roku, словац. Športovec roka) ежегодно выбирался клубом чехословацких спортивных журналистов с 1959 года по 1992 год. Первым обладателем этой награды стал чемпион мира по гребному слалому Владимир Йирасек. С 1961 года награда также вручалась лучшей спортивной команде страны и первым обладателем в этой номинации стала чехословацкая национальная сборная по хоккею с шайбой. После распада Чехословакии в 1993 году Чехия и Словакия стали вручать награду лучшему спортсмену Чехии и Словакии соответственно.
Личная награда обычно вручалась одному спортсмену, но в 1962 году и в 1979 году была вручена двум атлетам — Еве Романовой и Павелу Роману (спортивные танцы на льду) и братьям Поспишил (велобол) соответственно. Всего награду получило 28 человек: 22 мужчины и 6 женщин, представляющих 23 спортивные дисциплины. Гимнастка Вера Чаславска четыре раза получала награду. Шесть человек становились спортсменами года дважды.
Командную награду вручали 23 раза, и её обладателями стали команды, представляющие 12 спортивных дисциплин, — при этом все команды, кроме одной, являлись национальными сборными. Единственным спортивным клубом, выигравшим эту награду, стал гандбольный клуб «Дукла Прага», получивший приз в 1963 году. Хоккейная команда чаще всех становилась победителем этой номинации — шесть раз. Хоккейный вратарь Йозеф Миколаш стал единственным спортсменом, получившим эту награду и как отдельный атлет, и в составе команды. Мужские команды получали награду 20 раз, а женские — 3 раза. С 1970 года по 1977 год и в 1979 году лучшая команда не выбиралась.

## Спортсмен года
| × | Спортсмен |

| + | Спортсменка |

| ~ | Смешанная пара |

| Год  | Имя                       | Вид спорта                  | Достижения в этом году |
| ---- | ------------------------- | --------------------------- | --- |
| 1959 | Владимир Йирасек×         | Гребной слалом              | Первое место на чемпионате мира по гребному слалому в Женеве, Швейцария |
| 1960 | Ева Босакова+             | Спортивная гимнастика       | Первое место в упражнении на бревне и второе в командном зачёте на летних олимпийских играх в Риме, Италия |
| 1961 | Йозеф Миколаш×            | Хоккей с шайбой (вратарь)   | Второе место на чемпионате мира по хоккею с шайбой в Женеве, Швейцария |
| 1962 | Ева Романова Павел Роман~ | Спортивные танцы на льду    | Первое место на чемпионате мира по фигурному катанию в Праге, Чехословакия Третье место на чемпионате Европы по фигурному катанию в Женеве, Швейцария |
| 1963 | Вацлав Козак×             | Академическая гребля        | Первое место на чемпионате Европы по академической гребле в Копенгагене, Дания |
| 1964 | Вера Чаславска+           | Спортивная гимнастика       | Первой место в общем зачете, в упражнении на бревне и в опорном прыжке, а также второе место в командном зачёте на летних Олимпийских играх в Токио, Япония |
| 1965 | Лудвик Данек×             | Метание диска               | Мировой рекорд (65,22 м) по метанию диска в Соколов, Чехия |
| 1966 | Вера Чаславска+           | Спортивная гимнастика       | Первое место в общем зачёте, в опорном прыжке и в командном зачёте, а также второе место в упражнении на бревне и в вольных упражнениях также на чемпионате мира по спортивной гимнастике 1966 года в Дортмунде, Западная Германия |
| 1967 | Вера Чаславска+           | Спортивная гимнастика       | Первое место в общем зачёте, опорном прыжке, в упражнениях на брусьях, в упражнениях на бревне и в вольных упражнениях на чемпионате Европы по спортивной гимнастике в Амстердаме, Нидерланды. |
| 1968 | Вера Чаславска+           | Спортивная гимнастика       | Первое место в общем зачёте, в опорном прыжке, в упражнениях на брусьях, а также второе место в упражнении на бревне и в командном зачёте на летних Олимпийских играх в Мехико, Мексика |
| 1969 | Милослава Резкова+        | Прыжки в высоту             | Первое место на чемпионате Европы по лёгкой атлетике в Афинах, Греция |
| 1970 | Ладислав Ригл×            | Лыжное двоеборье            | Первое место на чемпионате мира по лыжным видам спорта в Высоких Татрах |
| 1971 | Ондрей Непела×            | Фигурное катание            | Первое место на чемпионате мира по фигурному катанию в Лионе, Франция Первое место на чемпионате Европы по фигурному катанию в Цюрихе, Швейцария |
| 1972 | Лудвик Данек×             | Метание диска               | Первое место на летних Олимпийских играх в Мюнхене, Западная Германия |
| 1973 | Ян Кодеш×                 | Теннис                      | Победитель Уимблдонского турнира Второе место на открытом чемпионате США по теннису |
| 1974 | Витезслав Маха×           | Греко-римская борьба        | Первое место на чемпионате мира по греко-римской борьбе в категории до 74 кг в Катовице, Польша Второе место на чемпионате Европы по греко-римской борьбе в категории до 74 кг в Мадриде, Испания |
| 1975 | Карел Кодешка×            | Прыжки на лыжах с трамплина | Первое место на чемпионате мира по прыжкам с трамплина в Бад-Миттерндорфе, Австрия |
| 1976 | Антон Ткач×               | Трековый велоспорт          | Первое место в спринте на летних Олимпийских играх в Монреале, Канада |
| 1977 | Витезслав Маха×           | Греко-римская борьба        | Первое место на чемпионате мира по греко-римской борьбе в категории до 74 кг в Гётеборге, Швеция |
| 1978 | Антон Ткач×               | Трековый велоспорт          | Первое место в спринте среди любителей на чемпионате мира по трековому велоспорту в Мюнхене, Западная Германия |
| 1979 | Йиндржих и Ян Поспишил×   | Велобол                     | Первое место на чемпионате мира в закрытых помещениях по велоболу в Шильтегайме, Франция |
| 1980 | Ота Заремба×              | Тяжёлая атлетика            | Первое место в категории до 100 кг на летних Олимпийских играх в Москве, СССР |
| 1981 | Ярмила Кратохвилова+      | Лёгкая атлетика — бег       | Первое место в беге на 400 метров на чемпионате Европы по лёгкой атлетике в помещении в Гренобле, Франция |
| 1982 | Имрих Бугар×              | Метание диска               | Первое место на чемпионате Европы по лёгкой атлетике в Афинах, Греция |
| 1983 | Ярмила Кратохвилова+      | Лёгкая атлетика — бег       | Первое место в беге на 400 метров (мировой рекорд 47,99 с), на 800 метров и второе место в эстафете 4 по 400 метров на чемпионате мира по лёгкой атлетике 1983 в Хельсинки, Финляндия Первое место в беге на 400 метров на чемпионате Европы по лёгкой атлетике в помещении в Будапеште, Венгрия Установил мировой рекорд в беге на 800 метров (1:53.28) в Мюнхене, Западная Германия |
| 1984 | Квета Ериова+             | Лыжные гонки                | Третье место в гонке на 5 км и второе место в эстафете 4 по 5 км на зимних Олимпийских играх в Сараево, Югославия |
| 1985 | Петр Йирмус×              | Аэробатика                  | Первое место на чемпионате Европы |
| 1986 | Йозеф Прибилинец×         | Спортивная ходьба           | Первое место на чемпионате Европы по лёгкой атлетике в Штутгарте, Западная Германия |
| 1987 | Иржи Парма×               | Прыжки на лыжах с трамплина | Первое место на чемпионате мира по лыжным видам спорта в Оберстдорфе, Западная Германия |
| 1988 | Йозеф Прибилинец×         | Спортивная ходьба           | Первое место на летних Олимпийских играх в Сеуле, Южная Корея |
| 1989 | Аттила Сабо×              | Гребля на байдарках и каноэ | Первое место в дисциплине K-1 10 000 м на чемпионате мира по гребле на байдарках и каноэ в Пловдиве, Болгария |
| 1990 | Йозеф Логиня×             | Вольная борьба              | Первое место на чемпионате мира по вольной борьбе в категории до 82 кг в Токио, Япония |
| 1991 | Радомир Шимунек×          | Велокросс                   | Первое место на чемпионате мира по велокроссу в Житене, Нидерланды |
| 1992 | Роберт Змелик×            | Десятиборье                 | Первое место на летних Олимпийских играх в Барселоне, Испания |

## Команда года
| × | Мужская команда |

| + | Женская команда |

| Год  | Команда                                                | Достижения в этом году |
| ---- | ------------------------------------------------------ | --- |
| 1961 | Мужская национальная сборная по хоккею с шайбой×       | Второе место на чемпионате мира по хоккею с шайбой в Женеве и Лозанне в Швейцарии                                                 |
| 1962 | Мужская национальная сборная по футболу×               | Второе место на чемпионате мира по футболу в Чили                                                                                 |
| 1963 | Гандбольный клуб «Дукла Прага»×                        | Победитель Лиги чемпионов ЕГФ |
| 1964 | Мужская национальная сборная по волейболу×             | Второе место по волейболу на Олимпийских играх в Токио, Япония                                                                    |
| 1965 | Мужская национальная сборная по хоккею с шайбой×       | Второе место на чемпионате мира по хоккею с шайбой в Тампере, Финляндия                                                           |
| 1966 | Мужская национальная сборная по волейболу×             | Первое место на чемпионате мира по волейболу среди мужчин в Праге, Чехословакия                                                   |
| 1967 | Мужская национальная сборная по гандболу×              | Первое место на чемпионате мира по гандболу среди мужчин в Швеции                                                                 |
| 1968 | Мужская национальная сборная по хоккею с шайбой×       | Второе место на зимних Олимпийских играх в Гренобле, Франция                                                                      |
| 1969 | Мужская национальная сборная по хоккею с шайбой×       | Третье место на чемпионате мира по хоккею с шайбой в Стокгольме, Швеция                                                           |
| 1970 | не присуждалась                                        | |
| 1971 | не присуждалась                                        | |
| 1972 | не присуждалась                                        | |
| 1973 | не присуждалась                                        | |
| 1974 | не присуждалась                                        | |
| 1975 | не присуждалась                                        | |
| 1976 | не присуждалась                                        | |
| 1977 | не присуждалась                                        | |
| 1978 | Национальная мотоциклетная сборная×                    | Первое место в International Six Days Enduro в Швеции                                                                             |
| 1979 | не присуждалась                                        | |
| 1980 | Мужская национальная сборная по футболу×               | Первое место по футболу на Олимпийских играх в Москве, СССР                                                                       |
| 1981 | Мужская национальная сборная по шоссейному велоспорту× | Третье место на чемпионате мира по шоссейному велоспорту в командной гонке с раздельным стартом в Праге, Чехословакия             |
| 1982 | Национальная мотоциклетная сборная×                    | Первое место в International Six Days Enduro в Поважской Бистрице, Чехословакия                                                   |
| 1983 | Женская национальная сборная по теннису+               | Первое место в Кубке Федерации по теннису                                                                                         |
| 1984 | Женская национальная сборная по лыжным гонкам+         | Второе место по лыжным гонкам на зимних Олимпийских играх 1984 в] Сараево, Югославия                                              |
| 1985 | Мужская национальная сборная по хоккею с шайбой×       | Первое место на чемпионате мира по хоккею с шайбой 1985 в Праге, Чехословакия                                                     |
| 1986 | Мужская национальная сборная по трековому велоспорту×  | Первое место на чемпионате мира по трековому велоспорту в командной гонке преследования на 4000 метров в Колорадо-Спрингс, США    |
| 1987 | Женская национальная сборная по волейболу+             | Третье место на чемпионате Европы по волейболу среди женщин в Бельгии                                                             |
| 1988 | Мужская национальная сборная по лыжным гонкам×         | Третье место в эстафете на зимних Олимпийских играх в Калгари, Канада                                                             |
| 1989 | Мужская национальная сборная по лыжным гонкам×         | Третье место на чемпионате мира по лыжным видам спорта в Лахти, Финляндия                                                         |
| 1990 | Мужская национальная сборная по футболу×               | Выход в четвертьфинал чемпионата мира по футболу 1990 в Италии                                                                    |
| 1991 | Мужская национальная сборная по настольному теннису×   | Третье место на чемпионате мира по настольному теннису в Тиба, Япония                                                             |
| 1992 | Мужская национальная сборная по хоккею с шайбой×       | Третье место на зимних Олимпийских играхs в Альбервиле, Франция Третье место на чемпионате мира по хоккею с шайбой в Чехословакии |